# Vojtěch Řepa
Vojtěch Řepa (Velká Bíteš, 14 de agosto de 2000) es un deportista checo que compitió en ciclismo en la modalidad de ruta.
Ganó una medalla de bronce en el Campeonato Europeo de Ciclismo en Ruta de 2020, en la prueba de ruta sub-23. Se retiró de la competición en mayo de 2023.

## Medallero internacional
| Campeonato Europeo | Campeonato Europeo | Campeonato Europeo | Campeonato Europeo |
| Año                | Lugar              | Medalla            | Competición        |
| ------------------ | ------------------ | ------------------ | ------------------ |
| 2020               | Plouay (Francia)   | Medalla de bronce  | Ruta sub-23        |

## Palmarés
2020
- 3.º en el Campeonato Europeo en Ruta sub-23
- Tour de Malopolska

## Resultados en Grandes Vueltas
| Carrera | Carrera         | 2020 | 2021 | 2022 |
| ------- | --------------- | ---- | ---- | ---- |
|         | Giro de Italia  | —    | —    | —    |
|         | Tour de Francia | —    | —    | —    |
|         | Vuelta a España | —    | —    | 77.º |

| —: No participó |

## Equipos
- Topforex-Lapierre (2020)
- Equipo Kern Pharma (2021-2023)